# Chris Adcock
Chris Adcock (ur. 27 kwietnia 1989 r. w Leicesterze) – angielski badmintonista, srebrny i brązowy medalista mistrzostw świata, dwukrotny mistrz Europy, złoty, srebrny i brązowy medalista igrzysk wspólnoty narodów, srebrny medalista mistrzostwa świata juniorów i dwukrotnie złoty mistrzostw Europy juniorów. Od 2013 roku jego żoną jest Gabrielle Adcock.

## Występy na igrzyskach olimpijskich
| Runda        | Partner        | Przeciwnik                              | Wynik               | Osiągnięcie  |              |
| Gra mieszana | Gra mieszana   | Gra mieszana                            | Gra mieszana        | Gra mieszana | Gra mieszana |
| ------------ | -------------- | --------------------------------------- | ------------------- | ------------ | ------------ |
| Faza grupowa | Imogen Bankier | Aleksandr Nikołajenko Walerija Sorokina | 21–14, 9–21, 18–21  | Faza grupowa |              |
| Faza grupowa | Imogen Bankier | Michael Fuchs Birgit Michels            | 21–11, 17–21, 14–21 | Faza grupowa |              |
| Faza grupowa | Imogen Bankier | Zhang Nan Zhao Yunlei                   | 13–21, 14–21        | Faza grupowa |              |

| Runda        | Partner          | Przeciwnik                                  | Wynik               | Osiągnięcie  |              |
| Gra mieszana | Gra mieszana     | Gra mieszana                                | Gra mieszana        | Gra mieszana | Gra mieszana |
| ------------ | ---------------- | ------------------------------------------- | ------------------- | ------------ | ------------ |
| Faza grupowa | Gabrielle Adcock | Xu Chen Ma Jin                              | 21–13, 20–22, 15–21 | Faza grupowa |              |
| Faza grupowa | Gabrielle Adcock | Joachim Fischer Nielsen Christinna Pedersen | 21–19, 22–24, 21–17 | Faza grupowa |              |
| Faza grupowa | Gabrielle Adcock | Robert Mateusiak Nadieżda Zięba             | 21–18, 25–27, 9–21  | Faza grupowa |              |